# Чернобыльская молитва
«Чернобыльская молитва. Хроника будущего» — книга белорусской журналистки и писательницы, лауреата Нобелевской премии по литературе, Светланы Алексиевич, посвящённая аварии на Чернобыльской АЭС в 1986 году.
В последующие десять лет Алексиевич провела беседы более чем с пятьюстами свидетелями аварии, включая пожарных, ликвидаторов, политиков, врачей, физиков и рядовых граждан. Книга описывает психологическую и личностную трагедию, которой стала Чернобыльская авария, исследует впечатления людей и то, как авария повлияла на их жизни.
Текст был впервые опубликован в 1997 году в журнале «Дружба народов», публикация получила премию журнала; в том же году была издана книга.
Английский перевод книги в 2005 году завоевал премию Национального круга книжных критиков США.
Швейцарский социолог Жан Россио в своей рецензии на «Чернобыльскую молитву» в 2000 году отмечает, что автор не навязывает оценку событий и не выдвигает обвинений, но заставляет читателей работать над коллективной памятью о человеческих и социальных последствиях Чернобыльской катастрофы, и что содействовать распространению книг Алексиевич «этически необходимо».

### Адаптации

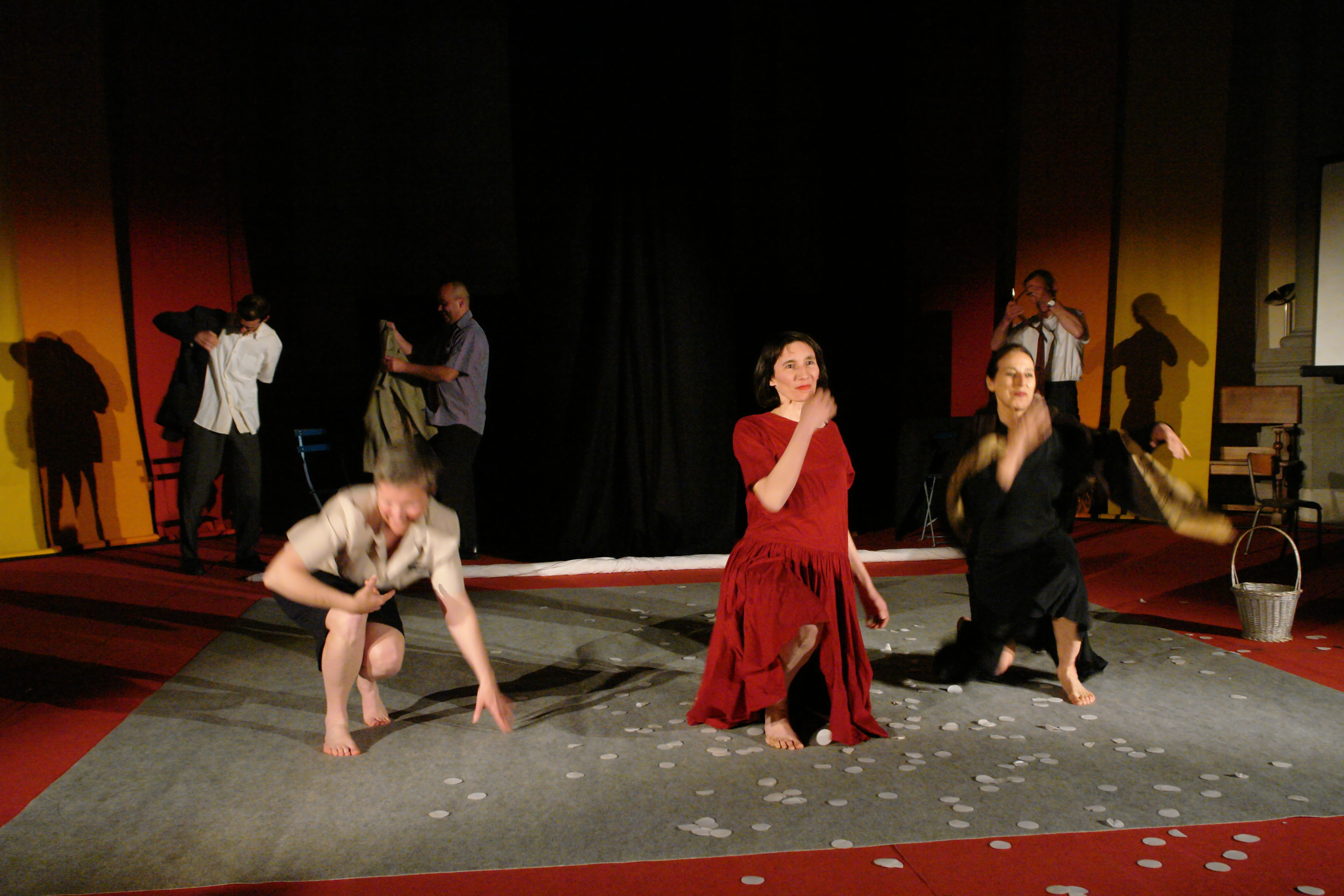
Спектакль по книге, Женева, 2009

- По мотивам книги режиссёром Хуанитой Уилсон[англ.] снят короткометражный фильм «Дверь» (Ирландия, 2008)[8].
- В 2016 году был снят драматический фильм «Голоса Чернобыля» — фильм на французском языке, совместное производство Люксембурга, Австрии и Украины, получивший приз Миннеаполисского/Сент-Польского международного кинофестиваля и выдвигавшийся Люксембургом на премию «Оскар» в категории «фильм на иностранном языке».
- Сериал HBO 2019 года «Чернобыль» частично основан на данной книге[9].

По книге были поставлены спектакли:
- «Bön för Tjernobyl», режиссёр Оса Кальмер[швед.] Riksteatern. Швеция, 1999[10].
- «La prière de Tchernobyl», режиссёр Бруно Бусаголь. Клермон-Ферран, Франция, 1999[11].
- «A Prayer for Chernobyl», режиссёр Дженни Энгдал, New Vic Basement, Лондон, 1999[12].
- «La Supplication» — Theatre en Flammes, режиссёр Дени Майефер Лозанна, Швейцария, 2001[13].
- «Чарнобыльская малітва», режиссёры Бруно Бусаголь (Франция), Валерий Анисенко (Белоруссия) — Республиканский театр белорусской драматургии, Минск, 2002[14]. Создана телевизионная версия спектакля (режиссёр М. Милашевский).
- «Чернобыльская молитва», режиссёр Йоэл Лехтонен — Центр имени Мейерхольда, 2006[15].
- «Tschernobyl: Eine Chronik der Zukunft» — моноспектакль, Landestheater Tübingen, Тюбинген, Германия, 2011[16].
- «Czarnobylska modlitwa», режиссёр Иоанна Щепковская[пол.] — Teatr Studio im. St. I. Witkiewicza, Варшава, 2013[17].
- «Чернобыльская молитва», режиссёр Дмитрий Егоров — Театральный центр «Никитинский», г. Воронеж, 2020[18].

В 2023 году по мотивам книги начала издаваться манга «Чернобыльская молитва» (яп. チェルノブイリの祈り Чэрунобири но инори) художника Юты Кумагая.